# Thúy Vân (Truyện Kiều)
Thúy Vân là một nhân vật trong Truyện Kiều của đại thi hào Nguyễn Du.

## Thân thế
Thúy Vân là em của Thúy Kiều, chị của Vương Quan, vợ của Kim Trọng. Thúy Vân theo mô tả của Nguyễn Du là "khuôn trăng đầy đặn, nét ngài nở nang", nàng được xem như một người tài sắc vẹn toàn chỉ sau chị mình, Thúy Kiều nhưng cuộc đời ít chịu sóng gió như chị mình. Thúy Vân cuối cùng đã kết hôn với Kim Trọng trong thời gian Thúy Kiều bán mình chuộc cha và phải chịu cảnh sống lưu lạc 15 năm.
Vẻ đẹp của Thúy Vân qua mô tả của Nguyễn Du:
Vân xem trang trọng khác vời,
Khuôn trăng đầy đặn nét ngài nở nang.
Hoa cười ngọc thốt đoan trang,
Mây thua nước tóc tuyết nhường màu da.